# Saki Igarashi
Saki Igarashi (* 24. Januar 2000) ist eine japanische Ringerin. 2018 belegte sie in der Gewichtsklasse bis 55 kg den ersten Platz bei den Asienmeisterschaften und gewann zudem die Weltmeisterschaft in der Altersgruppe U 23.

## Werdegang
Saki Igarashi stammt aus einer Ringerfamilie und trainiert im Leistungszentrum des japanischen Ringerverbandes in Tokio. Ihre Schwester Miho Igarashi gehört zu den japanischen Spitzenringerinnen in der Gewichtsklasse bis 50 kg Körpergewicht.
2015 nahm sie erstmals an einer internationalen Meisterschaft, der Junioren-Weltmeisterschaft der Altersgruppe Cadets in Sarajevo teil. Sie belegte dort in der Gewichtsklasse bis 49 kg den 2. Platz.
2016 wurde sie in Taichung asiatische Juniorenmeisterin (Cadets) in der Gewichtsklasse bis 52 kg vor der Mongolin Chulan Balduuyang.
2017 wurde sie bei der japanischen Meisterschaft der Frauen in der Gewichtsklasse bis 55 kg Zweite hinter der Weltmeisterin von 2016 Mayu Mukaida.
Im Februar 2018 wurde sie Asienmeisterin in der Gewichtsklasse bis 55 kg vor Oh Hyemin aus Südkorea. Das war ihr erster großer Erfolg bei einer internationalen Meisterschaft der Frauen, den sie mit 17 Jahren erreichte. Im Juni 2018 belegte sie beim Meiji-Cup in Tokio, bei dem die besten japanischen Ringer und Ringerinnen die Startplätze für die Weltmeisterschaften bzw. in Olympiajahren für die Olympischen Spiele ausringen, in der Gewichtsklasse bis 55 kg hinter Mayu Mukaida den 2. Platz. Im September 2018 wurde sie in der gleichen Gewichtsklasse Junioren-Weltmeisterin (Altersgruppe Juniors) vor der Mongolin Chaliunna Bayaraa. Im November 2018 wurde sie auch Weltmeisterin in der Altersgruppe U 23. Dabei besiegte sie ihre teilweise fünf Jahre älteren Gegnerinnen, nämlich Domenique Parrisch aus den Vereinigten Staaten, Chelsey Sicard aus Kanada, Elena Heike Brugger aus Deutschland und Ouyang Junling aus China. Im Dezember 2018 wurde die in der Gewichtsklasse bis 55 kg hinter Nao Taniyama auch wieder japanische Vizemeisterin bei den Frauen.
Bei der Asienmeisterschaft 2019 in Xi’an, China, unterlag Saki Igarashi im Finale der Gewichtsklasse bis 55 kg gegen die Chinesin Xie Mengyu. Im Juni 2019 siegte sie in Tokio beim Meiji-Cup, dem für die Nominierung zur Weltmeisterschaft maßgeblichen Turnier in der gleichen Gewichtsklasse vor Kana Higashikawa. Bei der Junioren-Weltmeisterschaft 2019 in Tallinn startete sie in der Gewichtsklasse bis 55 kg. Sie verlor dort im Halbfinale gegen Jekaterina Werbina aus Russland knapp nach Punkten, sicherte sich danach aber mit einem Sieg über Park Eunyoung, Südkorea, noch eine Bronzemedaille.

## Internationale Erfolge
| Jahr | Platz | Wettbewerb                                             | Gewichtsklasse | Ergebnisse |
| 2015 | 2.    | Junioren-Weltmeisterschaft (Cadets) in Sarajevo        | bis 49 kg      | hinter Ronna Marie Heaton, USA |
| 2016 | 1.    | Asiatische Junioren-Meisterschaft (Cadets) in Taichung | bis 52 kg      | vor Chulan Balduuyang, Mongolei |
| 2018 | 1.    | Asienmeisterschaft in Bischkek                         | bis 55 kg      | vor Oh Hyemin, Südkorea, Erchembayar Davaanchimeg, Mongolei und Luo Lannuan, China                                                                                       |
| 2018 | 1.    | Junioren-Weltmeisterschaft (Juniors) in Trnava         | bis 55 kg      | vor Cahlinna Bayaara, Mongolei, Hou Jiajing, China und Jekaterina Werbina, Russland                                                                                      |
| 2018 | 1.    | U 23-Weltmeisterschaft in Bukarest                     | bis 55 kg      | nach Siegen über Domenique Parrish, USA, Chelsey Sicard, Kanada, Elena Heike Brugger, Deutschland und Ouyang Junling, China                                              |
| 2019 | 2.    | Asienmeisterschaften 2019 in Xi'an, China              | bis 55 kg      | nach Siegen über Schachodat Djullibajewa, Usbekistan und Dulguun Bolormaa, Mongolei und einer Niederlage gegen Xie Mengyu, China                                         |
| 2019 | 3.    | Junioren-WM (Juniors) in Tallinn                       | bis 55 kg      | nach Siegen über Enchtstetseg Batbaatar, Mongolei und Anju Anju, Indien, einer Niederlage gegen Jekaterina Werbina, Russland und einem Sieg über Park Eunyoung, Südkorea |

## Erfolge bei nationalen Wettkämpfen
| Jahr | Platz | Wettbewerb               | Gewichtsklasse | Ergebnisse                                               |
| 2017 | 2.    | Japanische Meisterschaft | bis 55 kg      | hinter Mayu Mukaida, vor Sena Nakamoto und Momoko Kadoya |
| 2018 | 2.    | Meiji-Cup in Tokio       | bis 55 kg      | hinter Mayu Mukaida, vor Sena Nakamoto und Umi Imai      |
| 2018 | 2.    | Japanische Meisterschaft | bis 55 kg      | hinter Nao Taniyama, vor Sena Nakamoto                   |
| 2019 | 1.    | Meiji-Cup                | bis 55 kg      | vor Kana Higashikawa, Hikari Higuchi und Mizu Ishimori   |

Erläuterungen
- alle Wettkämpfe im freien Stil
- Altersgruppe "Cadets" bis zum 17., "Juniors" bis zum 20. und "U 23" bis zum 23. Lebensjahr
- WM = Weltmeisterschaft